# Велика Хорватія (ідея)

Мапа Великої Хорватії

Карта концепції Великої Хорватії з її максималістськими територіальними претензіями, накладена на сучасні державні утворення регіону.

Велика Хорватія (хорв. Velika Hrvatska) — популістська та панславістська ідея хорватських радикальних націоналістів-іредентистів як антагонізм ідеї Великої Сербії та Великої Угорщини.

## Суть ідеї
Ідея та сам термін з'явились на початку 90-х рр. XIX століття як націоналістичний план хорватських націоналістів на тих самих основах панславізму, що й Велика Сербія та Велика Болгарія.
Ідея полягає в тому, що Хорватія повинна мати панівне становище на північно-західних Балканах у політичному плані і мати на своїй території прохорватсько налаштовані народності, тобто бути націоналістичною державою без будь-яких часток будь-яких інших етнічних груп.
До складу Великої Хорватії повинні б увійти усі землі Незалежної Держави Хорватія, тобто: Боснія і Герцеговина, на яких у часи Югославських війн було засновано державу Герцег-Босна, хорватські райони Сербії (Срем, Бачка, Санджак), Которська затока та словенське узбережжя Адріатичного моря (разом із Трієстом).

## Інше значення
В історіографії термін Велика Хорватія (Велика Горбатія, Хробатія, Хроватія) також означає державу та землі білих (західних) та східних хорватів, що простягалися від берегів Лаби на заході до середньої течії Дністра. Часто терміном Велика Хорватія позначають первинні землі та прабатьківщину давніх хорватських племен у Галичині та Прикарпатті.